# Vivian Motzfeldt
Vivian Motzfeldt (Upernaviarsuk, Groenlândia, 10 de junho de 1972) é uma política e professora groenlandesa, do partido Avante (Siumut; social-democracia, autonomismo). Desde 7 de abril de  2025, é Ministra dos Negócios Estrangeiros e da Investigação (Nunanut Allanut Ilisimatusarnermullu Naalakkersuisoq) no Governo Nielsen.

Foi presidente do Inatsisartut, o Parlamento da Gronelândia,
e é presidente do partido Siumut.

 
No quinto governo Kielsen, Motzfeldt serviu como Ministra da Educação, Cultura, Igreja e Relações Externas.